# Csinghu
A csinghu (京胡, jinghu) kéthúros vonós hangszer, élénk, erős hanggal. Nevében a hu (胡) szótag jelöli, hogy a hu-csin (huqin) csoportba tartozó  kínai hangszer, a csing (京, jing) szótag pedig Peking városra utal, mivel a Pekingi Opera kedvelt hangszere.
A hangszer nyaka teljesen egyenes, a nyak tövében pedig egy kör keresztmetszetű, lapos, henger alakú, apró fadoboz található, amely mint rezonátor üzemel. Mivel a húrok hangja ujjal nem módosítható, a hang megváltoztatásához a húrok nyomását kell változtatni a vonóval.
A csinghu (jinghu)t csak kísérettel más vonós hangszerrel együtt használják. Az élénk, hangos részek játszásához alkalmas.